# マリア・ジョアン・ルイス
マリア・ジョアン・コレイラ・ルイス（ポルトガル語:Maria João Correia Luís、1964年12月30日- ）は、ポルトガルの女性声優である。現在、3児の母。

## 人物
1985年、映画会社『ア・バラッカ』社長のコスタ・ヘルダーの下でデビュー、喜劇を演じる劇団にも所属していたことがある。

## 出演作品
太字はメインキャラクター。

### 映画
- ハリー・ポッターと不死鳥の騎士団（シビル・トレローニー）
- ハリー・ポッターとアズカバンの囚人（シビル・トレローニー）

### テレビアニメ
- ポケットモンスター（サトシ[1]）
- 怪傑ゾロ（マリア）

### アニメ映画
- 劇場版ポケットモンスター ミュウツーの逆襲（サトシ）
- 劇場版ポケットモンスター 幻のポケモン ルギア爆誕（サトシ）